# Nestlé Toll House Café
A Nestlé Toll House Café foi uma franquia nos Estados Unidos e no Canadá fundada por Ziad Dalal e seu sócio Doyle Liesenfelt. Os dois fundaram a Crest Foods, Inc., com o nome comercial "Nestlé Toll House Café by Chip" em 2000 em Dallas, Texas. A Crest Foods, a principal franqueadora da Nestlé, é responsável pelo desenvolvimento de franquias de lojas de biscoitos nos Estados Unidos, como parte do desafio da Nestlé USA ao líder de longa data do setor, a Mrs. Fields Famous Cookies Inc.. O cardápio consiste em itens como bolachas, bolos de bolacha, brownies, sorvetes, milk shakes, smoothies e uma linha completa de bebidas quentes e congeladas à base de café. Os Nestlé Toll House Cafés são comumente encontrados em shopping centers ou centros comerciais.
Em maio de 2022, foi anunciado que a Nestlé Toll House Café foi adquirida pela FAT Brands, empresa de franquias de restaurantes com sede na Califórnia, por uma quantia não revelada. Posteriormente, também foi confirmado que todas as unidades da Nestlé Toll House Café seriam convertidas em unidades da Great American Cookies até o final de 2022.